# Virtus Pallacanestro Bologna 1986-1987

## Roster
| Dietor Bologna 1986-87 | Dietor Bologna 1986-87 |
| Giocatori              | Staff tecnico          |
| ---------------------- | ---------------------- |

| N. | Naz.                   | Ruolo | Nome                | Anno | Alt.   | Peso |  |
| -- | ---------------------- | ----- | ------------------- | ---- | ------ | ---- |  |
| 4  | Italia (bandiera)      | P     | Roberto Brunamonti  | 1959 | 192 cm |      |  |
| 5  | Italia (bandiera)      | GA    | Luca Ansaloni       | 1967 | 195 cm |      |  |
| 6  | Italia (bandiera)      | G     | Domenico Fantin     | 1961 | 196 cm |      |  |
| 7  | Italia (bandiera)      | G     | Gianluca Lenoli     | 1967 |        |      |  |
| 8  | Italia (bandiera)      | A     | Massimo Sbaragli    | 1964 | 198 cm |      |  |
| 9  | Stati Uniti (bandiera) | A     | Marty Byrnes        | 1956 | 201 cm |      |  |
| 10 | Italia (bandiera)      | A     | Renato Villalta (c) | 1955 | 204 cm |      |  |
| 11 | Italia (bandiera)      | C     | Augusto Binelli     | 1964 | 211 cm |      |  |
| 12 | Stati Uniti (bandiera) | A     | Greg Stokes         | 1963 | 204 cm |      |  |
| 13 | Italia (bandiera)      | C     | Clivo Righi         | 1966 |        |      |  |
|    | Italia (bandiera)      |       | Giovanni Setti      | 1969 |        |      |  |
|    | Italia (bandiera)      |       | Paolo Cappelli      | 1968 |        |      |  |
|    | Italia (bandiera)      | P     | Emilio Marcheselli  | 1968 | 192 cm |      |  |

| Allenatore                            |
| Sandro Gamba                          |
| Assistente/i                          |
| Ettore Messina Legenda - (C) Capitano |

## Risultati
- Serie A1:
  - prima fase: 3ª classificata su 16 squadre (20-10)
  - playoff: eliminata a quarti di finale (0-2)
- Coppa Italia: eliminata ai quarti di finale (2-1)